# تیران قازانچیان
تیران تگیرانیقازانچیان (ارمنی: Տիրան Տիգրանի Ղազանչյան؛  زادهٔ ۵ ژوئیهٔ ۱۹۰۱ - درگذشته ۲۱ فوریهٔ ۱۹۶۷) یک شیمی‌دان و استاد اهل ارمنستان بود.

## زندگی‌نامه
در ۵ ژوئیهٔ ۱۹۰۱ در تفلیس به دنیا آمد و از مدرسه نرسیسیان (۱۹۲۱) و دانشگاه دولتی مسکو (۱۹۳۶) فارغ‌التحصیل شد. وی در دانشگاه دولتی ایروان فعالیت می‌کرد.  وی همچنین برنده دانشمند شایسته ارمنستان شوروی (۱۹۶۳) و نشان برجسته افتخار شده است. وی در ۲۱ فوریهٔ ۱۹۶۷ در سن ۶۵ سالگی در ایروان درگذشت و در آرامستان مرکزی ایروان (توخماخ) به خاک سپرده شد.

## یادداشت
1. ↑  քիմիական գիտությունների դոկտո